# Coonskin
Coonskin és una pel·lícula estatunidenca dirigida per Ralph Bakshi, estrenada l'any 1975.
La pel·lícula integra acció en viu i animació. Explica la història d'un conill, una guineu i un os afroamericans que assoleixen el cim d'una organització criminal a Harlem i s'enfronten a policies corruptes, a estafadores i a la màfia. La pel·lícula és protagonitzada per Philip Michael Thomas, Charles Gordone, Barry White i Scatman Crothers, els quals apareixen tots tant a les seqüències d'acció en viu com a les animades. Coonskin  fa referència a diversos elements de la cultura afroamericana, des dels contes tradicionals africans fins al treball del dibuixant George Herriman, i, entre uns altres, satiritza estereotips racistes, així com el gènere blaxploitation i les pel·lícules Canción del sur i El padrí.
Originalment produïda sota els títols Harlem Nights i Coonskin No More, Coonskin va ser objecte de controvèrsia abans de la seva estrena als cinemes quan el Congrés per a la Igualtat Racial (Congress of Racial Equality) va criticar el seu contingut per ser racista. En estrenar-se, la companyia Bryanston li va donar una distribució limitada, i va rebre crítiques negatives. Més tard es va reestrenar amb els títols Bustin' Out i Street Fight. Amb el temps Coonskin ha estat reevaluada. Una crítica en el New York Times va dir que Coonskin podria ser l'obra mestra de Ralph Bakshi. Bakshi ha declarat que la considera la seva millor pel·lícula.

## Argument
En el sud, Sampson i Preacherman (el predicador del lloc) planegen la fugida del seu amic Randy de la presó. Mentre van allí a tota velocitat, una barricada els deté i hi ha un tiroteig amb la policia. Mentrestant, Randy i el seu company de cel·la anomenat Pappy escapen de la presó i esperen a Sampson i Preacherman, que van a ajudar-los a sortir. Durant l'espera, Randy escolta a Pappy explicar una història sobre tres personatges que s'assemblen a Randy i els seus amics. La història de Pappy es desenvolupa en seqüències d'animació contra un fons d'acció en viu (que inclou fotografies i seqüències filmades).
Germà Conill, germà Ós i predicador Guineu es veuen obligats a fer les maletes i sortir del sud després que el banc s'apodera de la seva casa i la ven a un home que la converteix en un bordell. El trio es trasllada a Harlem, la llar de tot home negre. Quan arriben, Conill, Ós i Guineu descobreixen que no és el que esperaven. Es troben amb un estafador anomenat Simple Salvador, un fals capdavanter revolucionari que diu ser el cosí de Jesús Negro, i que ell els dona als seus seguidors la fortalesa per matar als blancs. En un espectacle vistós a la seva església, Salvador dramatitza el tractament brutal que rep a mans dels símbols d'opressió dels negres, representats per imatges de John Wayne, Elvis Presley i Richard Nixon, abans de demanar donacions als seus feligresos. Quan Conill tracta d'advertir a la multitud, Salvador ordena que ho matin. Una vegada que Conill enganya als seus assassins —en una paráfrasis del conte sobre Germà Conill i l'esbarzer, ell i Ós maten a Salvador. Això li permet a Conill apoderar-se de l'organització delictiva de Salvador, així posant-se en camí de convertir-se en el cap de tot el crim organitzat en Harlem. Però primer ha de desfer-se d'altres oponents. Els antics socis de Salvador li informen a Conill que si ell no pot matar als seus oponents, ells el mataran a ell.
Conill primer s'enfronta a Madigan, un policia blanc virulentament racista i homòfob, recaptador de la màfia, que demostra el seu menyspreu pels afroamericans en diverses maneres, incloent la seva negativa a banyar-se abans de reunir-se amb ells —ell creu que no val la pena. Madigan s'assebenta que Conill s'ha estat apoderant dels seus suborns; a ell i els seus sequaços, Ruby i Bobby, els porten a un club nocturn anomenat El Rabo Blanco. Una ballarina de striptease negra ho distreu mentre algú posa un terròs d'LSD en la seva beguda, i se les hi enginyen perquè Madigan, sota la influència de la beguda, tingui relacions sexuals amb un home gai molt amanerat. Després li posen la roba típica d'una mammy, li ensutgen la cara i ho treuen a empentes per la porta posterior del club, on Madigan descobreix que Ruby i Bobby estan morts. Mentre es recupera dels efectes de la droga, dispara la seva arma a l'atzar, i és assassinat a trets per la policia després de disparar a un dels agents.
L'objectiu final de Conill és el Padrí, que viu al metro amb la seva esposa i els seus fills gais. El que rep l'ordre de matar a Conill és el seu únic fill heterosexual, Sonny. Quan aquest arriba al club nocturn de Conill amb la cara ensutjada i vestit amb la roba típica dels personatges en els xous de minstrel, Conill li dispara diverses vegades i després Sonny mor en una explosió causada per un xoc automobilístic. El seu cos és cremat i portat a la seva llar, on la mare plora sobre les seves cendres. Ós està en un dilema: romandre al costat de Conill o començar una nova vida lliure de crim. Ós decideix buscar a Guineu per demanar-li consell. En arribar al bordell recentment adquirit per Guineu, Ós es casa amb una noia que ell, Guineu i Conill havien conegut durant la baralla amb els homes de Salvador. Assessorat per Guineu, Ós es converteix en un boxador per a la màfia. Durant una de les baralles d'Ós, Conill instal·la una imitació de si mateix feta de quitrà. Quan els mafiosos s'alternen per apunyalar-ho, es queden pegats. Conill, Ós, Guineu i l'altre boxador surten corrent del ring de boxa i hi ha una explosió. La part d'acció en viu de la història acaba amb Randy i Pappy; aquests escapen de la presó mentre diversos policies blancs els disparen, però aconsegueixen escapar amb vida.
La trama principal de la pel·lícula està intercalada amb vinyetes animades que mostren a Miss Amèrica, una noia blanca, rossa, amb bust prominent, que representa la personificació dels Estats Units. En cadascuna d'aquestes curtes escenes, ella sedueix a un home afroamericà i després el mata.

## Repartiment
- Philip Michael Thomas - Randy
- Barry White - Sampson
- Charles Gordone - Preacherman
- Scatman Crothers - Pappy

### Veus
- Philip Michael Thomas - Germà Conill
- Barry White - Germà Ós
- Charles Gordone - Predicador Guineu
- Scatman Crothers - Old Man Bone, veus addicionals
- Danny Rees - Pallasso
- Buddy Douglas - Àrbitre
- Jim Moore - Mim
- Al Lewis – El Padrí
- Richard Paul - Sonny
- Frank de Kova - Madigan
- Ralph Bakshi - Policia amb megàfon

## Història de la producció
Poc després que Ralph naixés en Haifa, Palestina, els Bakshis es van mudar a un barri habitat en la seva majoria per afroamericans i jueus en la secció de Brooklyn anomenada Brownsville, a la ciutat de Nova York. Més tard, a l'abril de 1947, el pare i l'oncle de Ralph van viatjar a Washington D.C. a la recerca de noves oportunitats de negocis, i la família es va mudar a un edifici en Foggy Bottom, un barri completament negre. Ralph recorda que «Tots els meus amics eren negres, tota la gent amb la qual fèiem negocis era negra, l'escola de davant era negra. Tot estava segregat, així que tot era negre. Jo anava a veure pel·lícules negres; les noies negres s'asseien a la meva falda. Anava a festes de negres. Jo era un noi negre més en la quadra. No hi havia problema!». 
Com Bakshi sentia que no era just que ell hagués de caminar diversos quilòmetres cada dia per assistir a l'escola primària Greenleaf mentre que els seus amics assistien a escoles segregades, li va preguntar a la seva mare si podia anar a escola amb ells, i ella va estar d'acord. Bakshi era l'únic estudiant blanc a l'aula. La majoria dels estudiants no tenien cap problema amb la presència de Bakshi a l'escola, però el mestre li va demanar consell al director, qui va cridar a la policia. Sospitant que els blancs segregats s'amotinarien si descobrien que un estudiant blanc assistia a una escola negra, els policies van treure a Bakshi del saló de classes. Mentrestant, el pare de Ralph havia estat experimentant atacs d'ansietat i estrès. En uns pocs mesos la mare de Ralph va vendre la seva botiga i la família va tornar a Brownsville, on rares vegades parlaven d'aquests esdeveniments.
Aquestes experiències van tenir un fort impacte en Bakshi, i el van portar a crear Coonskin, una pel·lícula satírica lliurement basada en els contes del Tio Remus. Mentre Heavy Traffic estava en producció, Bakshi va conèixer i es va fer amic instantàniament del productor Albert S. Ruddy durant una projecció del Padrí, i li va proposar produir Harlem Nights. Quan Steve Krantz, el productor tant de Heavy Traffic com de l'òpera primera de Bakshi, El gato Fritz, es va assabentar que Bakshi treballaria amb Ruddy, Krantz li va impedir tornar a l'estudi. Després de dues setmanes, Krantz li va demanar que tornés per acabar el film. En 1973, la producció d'Harlem Nights va començar, originalment amb Paramount Pictures (on Bakshi havia treballat com a cap de l'estudi d'animació) com a distribuïdora de la pel·lícula. Bakshi va contractar a diversos animadors negres per treballar a Harlem Nights, incloent artistes de grafiti, en una època en què els principals estudis d'animació en general no contractaven animadors negres. La producció va concloure aquest mateix any.
Paramount Pictures va contractar a un representant afroamericà per supervisar la producció. Durant aquesta, la pel·lícula va tenir diversos títols, incloent Harlem Days i Coonskin No More. El títol Coonskin va ser triat per Ruddy. Bakshi estava nerviós pel títol. En una reunió de producció, el representant va proposar canviar-ho; Bakshi estava a favor perquè volia que la pel·lícula tornés al seu títol original; Ruddy va insistir en el seu títol preferit i li va ordenar al representant que sortís de la seva oficina.

### Tema i estil
Coonskin utilitza una varietat de caricatures racistes que provenen del minstrel i de la iconografia darky,  incloent els estereotips que apareixen en pel·lícules i dibuixos animats de Hollywood, presentats amb la intenció de satirizar el racisme del material, no de reforçar-ho. Bakshi tractava d'atacar els estereotips reflectint-los directament, i per aquesta raó va rebutjar els primers dissenys en què Germà Conill, Germà Ós i Predicador Guineu s'assemblaven als personatges d'El vent entre els salzes. En el llibre That's Blaxploitation! Roots of the Baadasssss 'Tude (Rated X by an All-Whyte Jury), Darius James escriu que «Bakshi vomita la bilis iconogràfica d'una cultura racista en l'estúpida, inflada cara d'aquesta; després es neteja la barbeta i somriu a l'estil d'Harry el brut. […] Ell subvierte el context de tota la iconografia racista dels afroamericans que Hollywood ha produït a través d'una sèrie de veloces corts d'edició que amalgamen material original i d'arxiu». La pel·lícula inclou així mateix retrats igualment exagerats de meridionals blancs, italians i homosexuals, també presentats en un context satíric. La representació de personatges jueus es deriva dels estereotips que apareixien en la propaganda nazi, incloent la pel·lícula El jueu etern. Segons Bakshi, encara que el productor Albert S. Ruddy estava «d'acord» amb la sàtira, semblava que ningú sabia realment el que Bakshi es portava entre mans mentre treballava en el film. «Tothom pensava que la pel·lícula anava a ser antinegra. Jo volia que fos antidiota». 
En el seu ressenya per The Hollywood Reporter, Arthur Knight va escriure «Coonskin no és antinegra. Tampoc és antisemita, antitaliana o antiestadounidense; tots són víctimes de la perversa ploma de caricaturista de Bakshi tan intensament com qualsevol dels negres en el seu film. Bakshi està en contra —una cosa que aquesta pel·lícula deixa molt clara— dels tramposos, els estafadores, els hipòcrites, els falsos, els timadors i els delinqüents organitzats d'aquest món, sense importar la seva raça, color o credo». La representació de la màfia en el film és la més crítica. Segons Bakshi, «M'indignava tot el culte a l'heroi que rebien els individus d'El Padrí; Pacino i Caan feien que t'agradessin […] Una cosa que em va sorprendre sobre la pel·lícula El Padrí: hi ha una mare que dona a llum als seus fills, i el seu marit essencialment fa que tots ells siguin assassinats. En Coonskin, ella es venja, però també rep un tret. Ella es converteix en una papallona i l'aixafen. […] Aquests individus [de la màfia] no et donen respir».

### Actors
Les seqüències d'acció en viu compten amb els cantants Barry White i Scatman Crothers, l'actor i dramaturg Charles Gordone, i els actors Philip Michael Thomas, Danny Rees i Buddy Douglas. Thomas, Gordone i White també fan les veus dels principals personatges animats de la pel·lícula. En els crèdits finals, els actors només apareixen pels seus papers d'acció en viu, i els actors de veu que no estan en les seqüències d'acció en viu no estan inclosos. Entre les veus que apareixen en la pel·lícula va estar la d'Al Lewis, millor conegut com l'avi en The Munsters. Segons Bakshi, tot l'elenc “[estava] una mica nerviós, excepte Charles Gordone, que interpreta al Predicador / Germano Guineu. […] Estava eufòric amb l'oportunitat de fer això. Sempre que tenia dubtes, ell em tranquil·litzava, 'Excel·lent, fill de mil!’ […] Barry i Charles recolzaven la pel·lícula 1 000 per cent”. Bakshi també va treballar amb Gordone en el film Heavy Traffic, i amb Thomas en la pel·lícula Hey Good Lookin'.

### Direcció

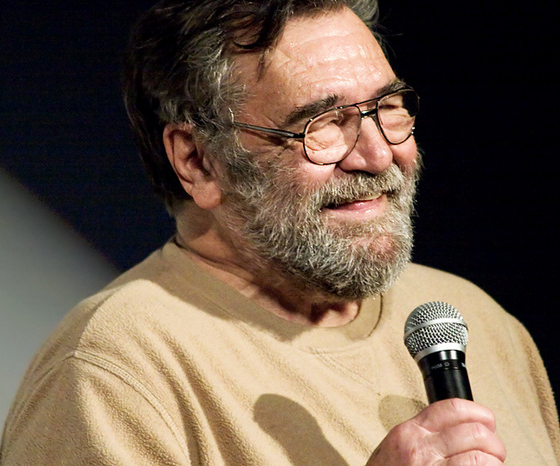
Ralph Bakshi el gener de 2009

L'experiència de viure tant en Brownsville com en Foggy Bottom va ser una gran influència en la seva obra. En dissenyar l'estil visual d'El gato Fritz, Heavy Traffic i Coonskin, Bakshi va accentuar la qualitat intencionalmente crua de l'animació. S'afirma que va dir el següent: «El que jo estava tractant de fer era connectar-me amb la persona al carrer. Jo desitjava una espècie d'estil grafiti: els colors, l'estructura, els fons una mica rudimentaris. Fins i tot de vegades vaig utilitzar pel·lícula granulada. L'important per a mi era arribar a un cert tipus de persona, a la gent amb la qual jo vaig créixer. Fer el que jo anomeno un art del carrer, un 'art del ghetto’. És la meva forma d'expressió». Bakshi també ha declarat que «L'art de l'animació és la vulgaritat. L'única raó de ser dels dibuixos animats és estar en el límit. Si només desarmes el que et permeten desarmar, ets Disney. L'animació és un art de classe baixa fet per al públic, igual que el grafiti i la música rap. Vulgar però creïble, aquesta és la senda que jo sempre vaig seguir».
Coonskin emplea una varietat de tècniques cinematogràfiques, narratives i de dibuix. El crític de cinema Leonard Maltin va escriure que Coonskin «segueix sent una de les pel·lícules [de Bakshi] més fascinants, tant visual com conceptualment». L'ús d'una història marc d'acció en viu és una referència satírica a Canción del sur, de Walt Disney. Aquestes seqüències es van rodar a Oklahoma. La presó estatal El Reno va ser un dels llocs de rodatge usats durant la filmació. Una setmana després que Bakshi i el seu equip es fossin d'allà, un incendi va destruir la presó durant un motí. El film també utilitza fotografies i seqüències d'acció en viu com a fons per a les seqüències animades, una tècnica cinematogràfica que Bakshi va fer servir prèviament a Heavy Traffic. Segons Bakshi, durant la filmació de seqüències d'acció en viu a Times Square a les quatre del matí, un grup de prostitutes va aparèixer i va saludar a la càmera abans que la policia les espantés. «Això va succeir per accident, però ho vam posar en la pel·lícula. Jo mai podria haver escrit alguna cosa tan real en el guió». 

### Guió
Darius James escriu que Coonskin «és com un conte folklòric d'Oncle Remus reescrit per Chester Himes amb tot el surrealisme basat en la tradició yoruba de l'autor nigerià Amos Tutuola». La pel·lícula fa referència directa a les històries africanes originals que els contes de Tio Remus es basaven, en dues escenes que directament evoquen els relats L'esbarzer i El bebè de quitrà. En el diàleg de Predicador Guineu es fa referència breument a l'escriptor i exproxeneta Iceberg Slim, i s'al·ludeix als combats entre els boxadors Muhammad Ali i Sonny Liston en l'acte final de la pel·lícula, en què es ven a Germà Goso, com a Liston, a la màfia. La pel·lícula també inclou una imitació de les històries en la columna archy i mehitabel, del dibuixant George Herriman i el columnista Don Marquis, en un monòleg sobre una panerola que abandona a la dona que ho estima. Bakshi ha declarat que Herriman, un afroamericà creole de pell clara, és el seu dibuixant favorit. Segons Bakshi, l'escena «es basa en experiències personals d'homes negres que jo vaig conèixer que no podien alimentar a les seves famílies, i les deixaven perquè no podien suportar veure-les sofrir». 
Pel que fa al procés d'escriptura, Bakshi va declarar que «La forma en què vaig treballar va ser que tothom va copiar el guió. Però després, al llarg de l'any que em va portar fer el film, jo canviava d'opinió. Llegia tots els llibres sobre la cultura negra que podia aconseguir. Llavors la meva opinió sobre aquests temes canviava. Jo dirigia el meu propi estudi; no tenia un cap. Era el director i l'escriptor. Vaig escriure i vaig reescriure tot l'any. Estava en constant evolució en les meves pel·lícules; el procés era tan important com un projecte acabat». En una altra entrevista, Bakshi va declarar que «En Coonskin, jo vaig poder detenir una pel·lícula sencera i integrar poemes sobre Miss Amèrica. Feia dos o tres films dins d'un film. Usava el subtexto d'idees i em deixava anar on sentia que havia d'anar. Això, per a mi, és emocionant; improvisat, poètic, en cert sentit. M'encanta Bukowski».

### Música

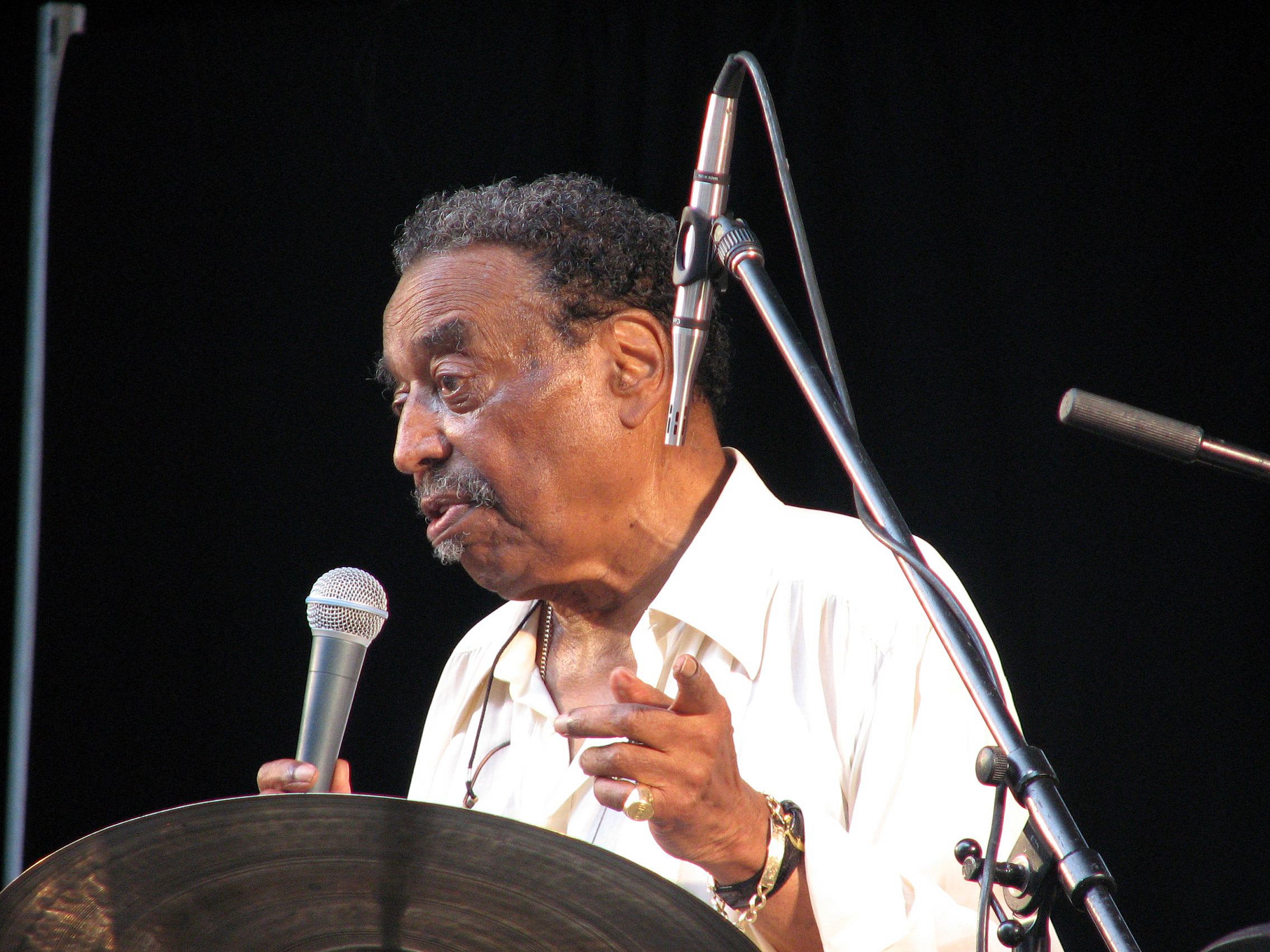
El músic de jazz Chico Hamilton (aquí en una fotografia de 2009) va compondre la música del film

La partitura musical de Coonskin va ser escrita i interpretada pel baterista de jazz i director d'orquestra Chico Hamilton. La banda sonora també conté la cançó de Bill Withers Ain't No Sunshine, interpretada per Grover Washington, Jr. (del seu àlbum Inner City Blues [Kudu, 1972]), i la cançó Baby Needs a New Pair of Shoes, pel cantant i guitarrista Charlie Brown, del seu àlbum Up from Geòrgia (Polydor, 1970).
Scatman Crothers interpreta una cançó anomenada Coonskin No More en els crèdits d'obertura de la pel·lícula. Crothers va escriure la música; la lletra, que conté línies com «Sóc l'home del minstrel / sóc l'home de la neteja / sóc l'home pobre / sóc l'enllustrador / sóc el negre marrà / mirin-me ballar!», va ser escrita pel mateix Bakshi. L'estructura de la cançó té les seves arrels en la història de les plantacions, quan els esclaus recitaven a l'unisó línies de poemes i relats a gran distància a través dels camps, creant un ritme natural; els seus ràpids tocs de guitarra i rimes presenten el que Bakshi va descriure com «una versió primerenca del rap». La cançó Hit the Deck de l'àlbum The Iceberg / Freedom Of Speech... Just Watch What You Say!, d'Hissi T, llançat en 1989, utilitza un sample del segment de Coonskin No More que Crothers parla.
La banda sonora d'aquesta pel·lícula mai ha sortit a la venda.

## Controvèrsia
Quan la pel·lícula va estar acabada, es va planejar projectar-la en el Museu d'Art Modern de Nova York. En una entrevista de 1980, Bakshi va declarar que «el museu havia vist la pel·lícula i els havia encantat, un gran avanç en l'animació. Van organitzar una nit molt especial per exhibir-la enfront de gent del cinema». El Congrés per a la Igualtat Racial (CORE, per la seva sigla en anglès) va envoltar l'edifici, en una protesta encapçalada per Elaine Parker. D'acord a Bakshi, «La sala estava plena, encara que no hi havia molts manifestants de CORE allí, vuit o nou, que cridaven 'Vostès no poden veure aquesta pel·lícula!’ Gent que arrencava a la gent dels seus seients. Era aquest tipus de nit. L'audiència estava molt espantada. Els van atacar verbalment al llarg de tota la pel·lícula. La gent corria a dalt i a baix pels passadissos en la foscor més absoluta».
En una entrevista de 1982, Bakshi va afirmar que «Jo havia acabat la pel·lícula un divendres, la vaig projectar a Califòrnia per al museu un dilluns, i el dimecres, quan vaig venir a Nova York per exhibir-la, hi havia piquets allí. Vaig portar la pel·lícula en l'avió amb mi, i ningú l'havia vist excepte els meus animadors i dos tipus del museu. Però hi havia piquets allí, cridant que la pel·lícula era racista. Mai vaig veure alguna cosa tan planejada a la meva vida, però la premsa mai es va adonar d'això».
Bakshi va preguntar a Al Sharpton per què no va venir i va veure el film. En resposta, Sharpton va anunciar, «Jo no necessito veure la merda, puc olorar-la!»  En una entrevista de 2008, Bakshi va declarar que «Vaig anomenar a Sharpton, un negre de classe mitjana, un venut de merda, i puc dir-li-ho a la cara. Al Sharpton és un d'aquests tipus que van abusar de la revolució per donar suport al que ell volia». Segons Bakshi, «Sharpton va portar alguns matons, i jo podia sentir-los preguntar, 'Li donem una pallissa o ens calmem?’ ‘Ah, mirem la pel·lícula’». «Ells estaven mentalitzats perquè no els agradés», diu Bakshi. «Estaven esbroncant els títols! Suposo que era un blanc fàcil. O els van pagar per fer-ho? No sé. Era molt estrany. Estaven esbroncant alguna cosa que ni tan sols havien vist. Això em va semblar interessant». Després de la projecció, Bakshi afirma que Sharpton va avançar cap a la pantalla, però «la gent no volia seguir a Sharpton pel passadís. Els seus propis homes! Ell estava cridant-me a mi en el podi i es donava volta, dient-los ‘Vostès venen?' Però ells no volien anar, perquè els va encantar la pel·lícula».
Gregg Kilday de Los Angeles Times va entrevistar a Larry Kardish, un membre del personal del museu, i Kardish va recordar que «A meitat de la pel·lícula uns deu membres de CORE van aparèixer. Caminaven a dalt i a baix pels passadissos i eren molt bel·ligerants. Al meu entendre ells estaven decidits al fet que no els agradés el film. Pel que sembla alguns dels seus amics havien llegit el guió i creien que perjudicaria la imatge dels negres […] La sessió de preguntes i respostes amb Bakshi que va seguir després ràpidament va degenerar en una baralla a crits».
L'historiador d'animació Jerry Beck no recorda cap aldarull durant la projecció, però va dir que va haver esbroncs racistes durant la sessió de preguntes i respostes, i la xerrada de Bakshi va ser interrompuda. «No era un manicomio, però era una mica salvatge per al Museu d'Art Modern».  Segons Bakshi, «hi havia cinc persones que estaven molt enutjades amb mi i eren molt insistents. Hi havia dues-centes persones assegudes en els seus seients que van aplaudir la pel·lícula tremendament. Sempre hi ha cinc persones a la sala que volen cridar, i és a ells als qui se'ls para esment. Això és el que realment va succeir. vaig riure de la controvèrsia». D'acord a Ruddy, li havien dit que «hi havia unes quatre-centes persones allí. Crec que deu o quinze negres van objectar a algunes coses, i va haver una cridòria amb Ralph al final […] A la junta directiva del museu també els va encantar. Pensaven que era un clàssic».
Després de la projecció, CORE va organitzar piquets enfront de l'edifici de Paramount a Nova York. Elaine Parker, presidenta de la secció d'Harlem de CORE, havia parlat en contra de la pel·lícula el gener de 1975. Li va dir a Variety que la pel·lícula «ens mostra com a esclaus, estafadores i prostitutes. Al meu entendre és una pel·lícula racista, i molt insultante». Després ella va amenaçar, «si s'exhibeix als cinemes, qui sap el que podríem fer». La secció de Los Angeles de CORE va exigir que Paramount no llancés la pel·lícula, al·legant que era «per a la comunitat negra, altament censurable». L'Associació Nacional per al Progrés de les Persones de Color (NAACP, per la seva sigla en anglès) havia escrit una carta que descrivia la pel·lícula com una dura sàtira, però la recolzava. Bakshi ha declarat que «El film era clarament positiu pel que fa als negres. Mostra el que els blancs pensen dels negres. No sóc un racista. No podia entendre-ho i encara no puc. Si jo fos un racista, un defensor del Ku Klux Klan, podria entendre-ho. Però em resulta impossible entendre els esbroncs».

Amb l'autorització de la Paramount, Bakshi i Ruddy es van desvincular contractualment de la companyia, i els drets de la pel·lícula van ser assignats a la Bryanston Distributing Company. Dues setmanes després que la pel·lícula s'estrenés, la distribuïdora es va declarar en fallida. Segons l'edició de maig de 1975 de The Hollywood Reporter, Ben Gage va ser contractat per tornar a gravar la pista de veu de Barry White, amb la finalitat d'eliminar «referències racistes i obscenitats». Coonskin va rebre una distribució limitada, i la hi va promocionar com una pel·lícula del gènere blaxploitation. Roger Ebert va escriure en la seva crítica de la pel·lícula:
Segons el seu director, Coonskin és sobre negres i per a blancs, i segons els anuncis comercials és per a negres i contra blancs. Originalment el seu títol tenia l'objectiu de trencar els estereotips racials en exposar-los francament, però ara els anuncis diuen que l'heroi i els seus amics estan decidits a «aconseguir que El Poder deixi d'anomenar-los coonskin». La distribuïdora original de la pel·lícula, Paramount, la va abandonar després de la pressió de grups negres. Ara Bryanston la ven com un atac contra el sistema. […] Coonskin és provocativa, original, i mereix alguna cosa millor diferent a que se la vengui precisament com el que no és.
Segons Bakshi, quan Martin Scorsese estava filmant exteriors per a Taxi Driver prop d'Times Square, van llançar una bomba de fum en un teatre on estaven projectant Coonskin, i Scorsese li va enviar imatges d'espectadors que salin corrent del teatre. «Jo no sabia si riure o plorar, però ara està bé». 
En un article de 1982 publicat en The Village Voice, Carol Cooper va escriure que «A Coonskin una minoria equivocada la va expulsar dels cinemes; la majoria d'ells mai l'havia vist. Els piquets de CORE enfront de la casa central de la Paramount i més tard unes bombes de fum llançades en cinemes de Broadway plens de gent van ser suficient; els propietaris de les sales estaven intimidats, i la distribuïdora auxiliar, Bryanston, no podia trobar cinemes on exhibir la pel·lícula. Adéu, Coonskin».

## Crítiques
Les primeres crítiques de la pel·lícula van ser negatives. Playboy va dir del film, «Bakshi sembla incorporar una mica de tot i no acaba de conjuminar els diferents elements». Una ressenya publicada a The Village Voice va declarar que la pel·lícula era «el producte d'una mà mutilada i una ment paralitzada». Arthur Cooper va escriure en Newsweek que «[Bakshi] no té molt afecte per l'espècie humana, sense importar que siguin negres o blancs». Amb el temps, les crítiques positives van aparèixer en The New York Times, The Hollywood Reporter, el New York Amsterdam News (un periòdic afroamericà) i en altres llocs, però la pel·lícula va morir a la taquilla. Richard Eder, de The New York Times, va escriure: «[Coonskin] podria ser la seva obra mestra […] un demoledor, reeixit esforç que utilitza una tècnica poc comuna (la combinació de dibuixos animats i acció en viu) per expressar la violència alucinatoria i la frustració de la vida urbana nord-americana, específicament la vida dels negres a la ciutat […] líricament violenta, però sense explotar en absolut la violència». Variety va descriure la pel·lícula com a «sàtira brutal dels carrers. No per a tots els gustos […] no d'avantguarda. […] El públic al que apunta són els joves que llegeixen còmics en el metre». Un crític de The Los Angeles Herald Examiner va escriure que «Certament, indignarà a alguns, i sens dubte no és Disney. Em va agradar. La discussió que òbviament ha generat (si no els seus problemes de taquilla) sembla, malgrat les asprors, saludable».

## Llegat
Coonskin va ser posteriorment rellançada sota el títol Bustin' Out, però no va ser un èxit. Es va convertir en una pel·lícula de culte a través del seu llançament en video i en festivals de cinema. Segons Bakshi, «La pel·lícula va ser molt popular entre el públic negre. Deixin-los riure's del que sempre riuen. Després els sorprenc amb la guàrdia baixa, que és el que faig en tots els meus films». Els fans de la pel·lícula inclouen als directors de cinema Spike Lee i Quentin Tarantino, qui va parlar sobre la pel·lícula durant trenta minuts en el Festival de Cannes de 2004. El grup Wu-Tang Clan ha expressat interès a produir una seqüela. Segons Bakshi, Richard Pryor era també un defensor de la pel·lícula. Darius James cita a Bakshi dient «A Pryor li encanta! Ell pensa que és genial!» El llibre de James també afirma que Bakshi volia treballar amb Pryor en una pel·lícula que combinés acció en viu i animació, basada en la comèdia en viu de Pryor. L'hi cita a Bakshi dient «Jo rebo correus electrònics de nous fanes tot el temps sobre [la pel·lícula]. Alguns no poden creure que sóc blanc».
En 2003, la Societat de Crítics de Cinema Online (Online Film Critics Society) la va proclamar la 97a millor pel·lícula d'animació de tots els temps. Bakshi ha declarat que considera Coonskin la seva millor pel·lícula. Coonskin va ser llançada en video per Academy Entertainment a la fi de 1987, i per Xenon Entertainment Group en la dècada de 1990, en tots dos casos sota el títol amb el qual fos rellançada, Street Fight. L'edició de 1987 portava l'advertiment «Aviso: aquesta pel·lícula ofèn a tothom». Quan es va llançar en video en el Regne Unit es va usar el títol original. En 2010, Shout! Factory va anunciar que Coonskin estaria a la venda en DVD al novembre de 2010; la intenció era llançar-la amb una coberta reversible amb els dos títols de la pel·lícula. El llançament va ser cancel·lat a causa d'un problema legal relacionat amb la propietat dels drets, posteriorment resolt; Xenon va llançar el DVD en 2012. Aquesta va ser la primera edició oficial de video que portava el títol original de la pel·lícula. Al setembre de 2012, Bakshi va incorporar animació de Coonskin en un nou curtmetratge, Trickle Dickle Down, on critica al candidat presidencial republicà Mitt Romney.